# Jesse James el forajido
Jesse James el forajido (Jesse James as the Outlaw en inglés) es una película muda y en blanco y negro de género wéstern de 1921 dirigida por Franklin B. Coates y protagonizada por Jesse James, Jr.

## Reparto
- Jesse James, Jr. como Jesse James.
- Diana Reed como Lucille James, la hija de Jesse James.
- Jack Neil como Robert Standing.
- Marguerite Hungerford como Zee Mimms, la mujer de Jesse James.
- Ralph Johnson como el juez Bowman.
- Hortense Espey como Mrs. Bowman.
- William Baker como el padrastro de Jesse James.
- Mrs. Cart como Zerelda James, la madre de Jesse James.
- Frances Coffey como Susan James, hermana de Jesse James.
- Elmo Red Fox como el líder.
- Gilbert Holmes como Pee Wee Holmes.